# 11. вечити дерби у фудбалу
11. вечити дерби у фудбалу је фудбалска утакмица одиграна на стадиону Партизана у Београду 23. новембра 1952. године, између Црвене звезде и Партизана. Утакмица се завршила резултатом 1 : 1 (0 : 0). Гол за домаће постигао је Валок у 61. минуту утакмице док је Томашевић поставио коначних 1 : 1 у 80. минуту утакмице.